# 国鉄3240形蒸気機関車

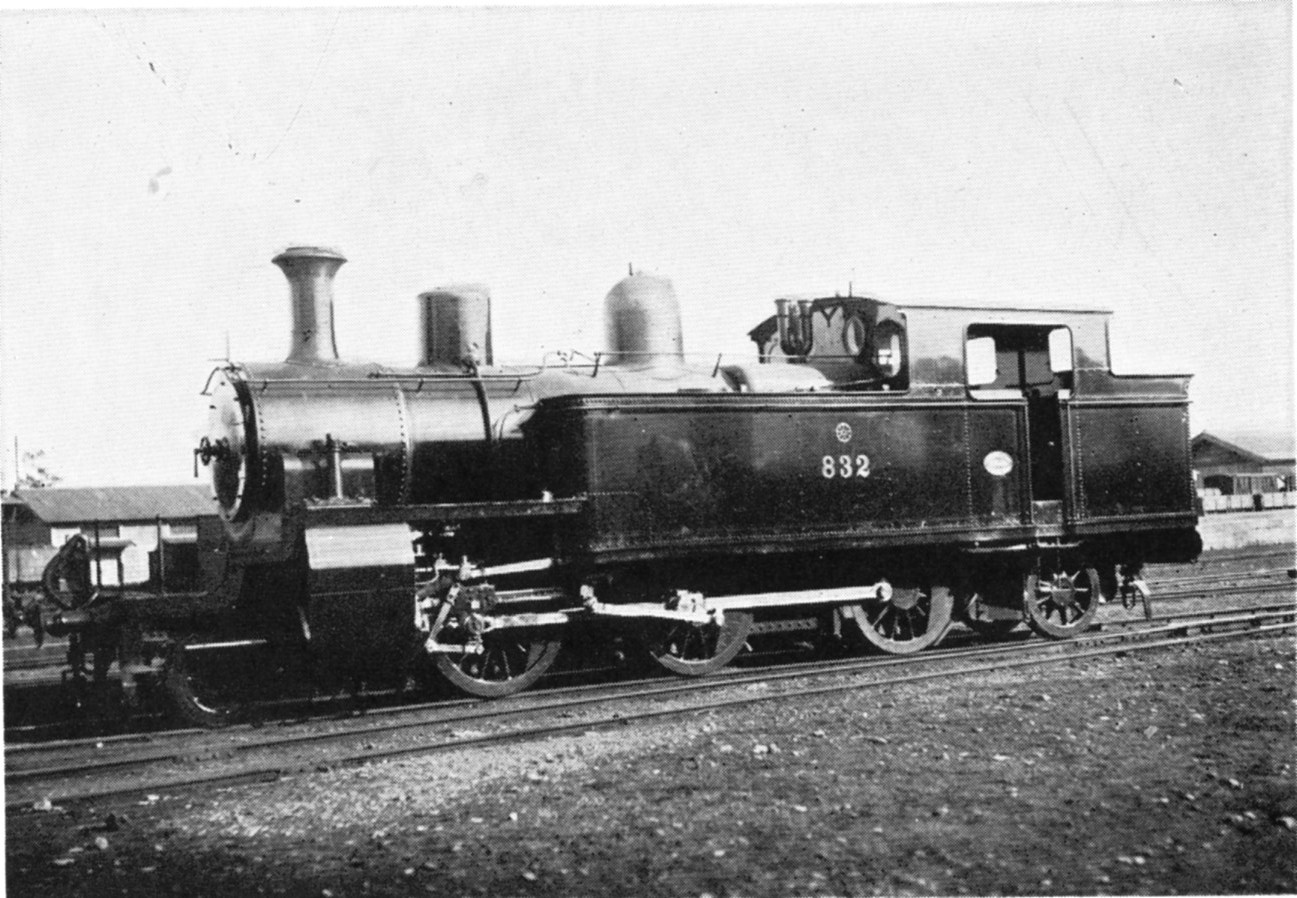
日本鉄道 832（後の鉄道院 3241）

3240形は、かつて日本国有鉄道の前身である鉄道院・鉄道省に在籍したタンク式蒸気機関車である。

## 概要
元は、日本鉄道が1904年（明治37年）にドイツのヘンシェル・ウント・ゾーン社から2両（製造番号6480, 6481）を輸入した、車軸配置2-6-2(1C1)、複式2気筒の飽和式タンク機関車で、HS3/5形(831, 832)と称された。日本に初めて導入された、ヘンシェル製機関車である。複式の方式は、フォン・ボーリース式である。
この機関車は、2気筒単式であるH3/5形（後の鉄道院3170形）およびP3/5形（後の鉄道院3200形）と同様の経緯で発注されたもので、山陽鉄道や筑豊鉄道で使用されていた複式機関車を試用し、単式機関車との比較が目的であったらしいが、その使用成績は伝わっていない。
本形式は2気筒複式であることから、左右非対称の特異な形態が特徴であった。シリンダは右側が高圧で径が小さく、左側が低圧で径が大きいため、シリンダのカバー（前後蓋）の大きさが異なり、煙室とシリンダをつなぐカバーも中を通る蒸気管の有無で形状が異なっていた。また、シリンダから前端梁は2段の乙字型ラインでつながっており、特徴的である。火室は常磐炭田産の低質炭に対応して広火室のベルペヤ式で、弁装置はワルシャート式である。使用圧力は14.1kg/cm2で、当時最高であった。
鉄道国有法による国有化後の1909年（明治42年）に制定された鉄道院の車両称号規程により、3240形（3240, 3241）に改番されている。
当初の配置は水戸で、国有化後には上野に移ったが、少数形式であるうえ、複式という特殊な機構が嫌われ、1922年（大正11年）に廃車、解体された。

## 主要諸元
- 全長：11,646mm
- 全高：3,810mm
- 全幅：2,660mm
- 軌間：1,067mm
- 車軸配置：2-6-2(1C1)
- 動輪直径：1245mm
- 弁装置：ワルシャート式
- シリンダー（直径×行程）：432mm/623mm×610mm
- ボイラー圧力：14.1kg/cm2
- 火格子面積：1.90m2
- 全伝熱面積：86.1m2
  - 煙管蒸発伝熱面積：79.2m2
  - 火室蒸発伝熱面積：7.0m2
- ボイラー水容量：3.2m3
- 小煙管（直径×長サ×数）：47.6mm×3,353mm×138本
- 機関車運転整備重量：58.95t
- 機関車空車重量：46.54t
- 機関車動輪上重量（運転整備時）：41.57t
- 機関車動輪軸重（第3動輪上）：14.53t
- 水タンク容量：7.28m3
- 燃料積載量：1.78t
- 機関車性能
  - シリンダ引張力：10,960kg（単式時）、7,390kg（複式時）